# Endasys praegracilis
Endasys praegracilis là một loài tò vò trong họ Ichneumonidae.